# (806) Гульдения
(806) Гульдения (лат. Gyldenia) — астероид внешней части Главного кольца, открытый 18 апреля 1915 года немецким астрономом Максом Вольфом в обсерватории Гейдельберг и названный в честь Хуго Гюльдена, финско-шведского астронома.